# Full moon wo sagashite
Full Moon wo Sagashite (満月をさがして Mangetsu (Furumuun) wo sagashite?, (vilket betyder "Leta efter fullmånen"), även känd som Full Moon o sagashite och ofta förkortad Full Moon och FMwS, är en japansk shoujomanga och animeserie skriven av Arina Tanemura. Kanjin i den japansk titeln ska läsas som furumuun (alltså "full moon") och inte mangetsu eller Mitsuki.  Seriens namn är en ganska komplicerad ordlek med tanke på att huvudpersonens namn, Mitsuki, betyder fullmåne, samtidigt som hennes artistnamn är Full Moon. Kopplingar kan också göras till det Eichi sade till Mitsuki innan han åkte iväg till USA, alltså att hon skulle leta efter fullmånen på natthimlen för att de skulle kunna se samma sak trots det långa avståndet mellan dem.
Möjligheten att mangan inom en snar framtid släpps i Sverige är stor med tanke på att Egmont i Sverige har gett ut två av Arina Tanemuras tidigare serier; Kamikaze Kaito Jeanne och Time Stranger Kyoko.
12-åriga Mitsuki Koyama är en begåvad sångare som drömmer om att bli Idol, men hon är behäftad med sarkom, som kan botas endast genom en operation som skulle kosta henne stämbanden och hennes förmåga att sjunga. Tumören i halsen påverkar också hennes förmåga att andas bra och sjunga högt. På toppen av det, hatar hennes mormor musik, och är helt emot Mitsuki önskan att provspela. Hennes drömmar tycks omöjligt att uppnå, tills hon en dag får besök av två shinigami som bara hon kan se. Utan att veta Mitsuki kan se och höra dem, diskuterar de hur hon bara har ett år kvar att leva. 
Mitsuki insåg hon inte kan vänta längre för att uppfylla sin dröm, då går hon iväg från sitt hus och försöker att provspela för en sång tävling. Men de två shinigami fångade henne innan hon kunde provspela. Mitsuki rörde en av shinigami, Takuto, att göra en affär med henne, om hon går tyst när hennes ett år är slut kommer han att hjälpa henne att bli sångerska så att hon kan lämna världen utan någon ånger. Han ger henne förmågan att förvandla till en frisk 16-årig egenföretagare som inte är betungande med en hals tumör. Även om det finns mycket konkurrens, kan hon vinna över juryn med sin entusiasm för sång och hennes utmärkta röst. För att dölja sin verkliga identitet, väljer hon artistnamnet Fullmoon. 
Mitsuki bestämde sig för att bli sångerska två år före den shinigami ankomst, när hon var 10 år gammal. Hon gjorde ett löfte med Eichi Sakurai, sedan en 16-årig pojke hon träffade i hennes barnhem, att nästa gång de träffades, de skulle båda vara närmare sina drömmar. Eichi ville bli astronom och Mitsuki ville bli sångerska. Strax efter var Eichi antogs och emigrerade till Amerika innan Mitsuki kunde uttrycka sina känslor för honom. Mitsuki hoppas att genom att bli en berömd idol, kommer Eichi att kunna höra henne sjunga och inse hennes känslor för honom. 
Shinigamin Takuto Kira, blir oftast irriterad när Mitsuki talar om Eichi Sakurai. Eftersom Takuto har känslor för Mitsuki. Han berättar inget för Mitsuki i början, men efter några episodes börjar Takuto att skydda Mitsuki allvarligt och ta hand om henne.
Shinigamin Meroko Yui har känslor för Takuto, och har minst berättat hennes känslor för honom 57 gånger. Meroko försöker oftast separera Takuto från Mitsuki, genom att hitta på planer. 